# Navamaer 2017
A Navamaer 2017 foi a 51ª edição da Navamaer que é uma competição entre as três escolas de formação de oficiais de carreira das Forças Armadas do Brasil: Escola Naval (EN), Academia Militar das Agulhas Negras (AMAN) e Academia da Força Aérea (AFA). Cerca de 600 cadetes e aspirantes das escolas de formação de oficiais das Forças Armadas do Brasil irão participar desta competição militar esportiva que contribui para a formação dos futuros oficiais. Neste ano, o evento acontece na Escola Naval, no Rio de Janeiro. A grande novidade deste ano foi a criação, por Aspirantes da EN, de um aplicativo do evento com programação, avisos, resultados e outras informações, que foram atualizados a todo o momento.

## Cerimônias
A cerimônia de abertura foi realizada, no dia 21 de julho, na Escola Naval (EN), a Cerimônia de Abertura da 51ª Navamaer, presidida pelo Comandante da Marinha, Almirante de Esquadra Eduardo Bacellar Leal Ferreira. O acendimento da pira olímpica foi realizado pelo Aspirante Patrick, da EN, destaque da equipe de atletismo, acompanhado pelo Aspirante Luiz Eduardo, os Cadetes Csuka e Ícaro, da AMAN e Brasile Milesi, da AFA. Após o Juramento do Atleta, proferido pelo Aspirante Frederico, destaque da equipe de judô, e seguido pelos demais competidores, foi realizada uma homenagem ao CF (Refº) Zaven Boghossian, por seu histórico de atleta na modalidade de natação.
Na cerimônia de encerramento, que ocorreu no dia 28 de julho, a pira olímpica foi apagada, simbolizando o término oficial da competição, por Aspirantes da EN e Cadetes da AMAN, bem como da AFA, liderados pela Aspirante Laís Menezes. Logo após este momento, o Almirante de Esquadra Ilques Barbosa Junior (DGPM) declarou encerrada a 51ª Navamaer.

## Modalidades
| - Atletismo - Basquetebol - Esgrima - Futebol | - Judô - Natação - Orientação - Pentatlo militar | - Polo aquático - Tiro - Triatlo - Voleibol |

## Calendário
| CA | Cerimônia de Abertura | ● | Competições | 1 | Finais de Competições | CE | Cerimônia de Encerramento |

| Julho            | 21 Sex | 22 Sáb | 23 Dom | 24 Seg | 25 Ter | 26 Qua | 27 Qui | 28 Sex | T  |
| ---------------- | ------ | ------ | ------ | ------ | ------ | ------ | ------ | ------ | -- |
| Cerimônias       | CA     |        |        |        |        |        |        | CE     |    |
| Atletismo        |        | 15     | 10     |        |        |        |        |        | 25 |
| Basquetebol      |        |        |        |        | ●      | ●      | 1      |        | 1  |
| Esgrima          |        |        |        | 2      | 2      | 3      |        |        | 7  |
| Futebol          | ●      |        |        | ●      |        |        | 1      |        | 1  |
| Judô             |        |        |        |        | 1      | 3      | 5      |        | 9  |
| Natação          |        | 14     |        |        |        |        |        |        | 14 |
| Orientação       |        |        | ●      | 2      |        |        |        |        | 2  |
| Pentatlo militar |        |        | ●      | ●      | ●      | ●      | 2      |        | 2  |
| Polo aquático    |        |        | ●      | ●      | 1      |        |        |        | 1  |
| Tiro             |        |        |        | 2      | 2      | 2      | 2      |        | 8  |
| Triatlo          |        |        |        |        |        | 2      |        |        | 2  |
| Voleibol         |        | ●      | ●      | 1      |        |        |        |        | 1  |

## Quadro de medalhas
| Ordem | País | Medalha de ouro | Medalha de prata | Medalha de bronze | Total |
| ----- | ---- | --------------- | ---------------- | ----------------- | ----- |
| 1     | AMAN | 35              | 22               | 19                | 76    |
| 2     | EN   | 24              | 23               | 24                | 71    |
| 3     | AFA  | 14              | 28               | 23                | 65    |